# Lista de obras musicais de Fernando Lopes Graça
Esta é uma lista das obras musicais de Fernando Lopes Graça por ordem número de opus, de acordo com a revisão do catálogo efectuada pelo compositor e por Romeu Pinto da Silva.

## Lista de obras com número de opus
| Op. | Título                                                     | Instrumentação                                                         | Data    | Duração (aprox.) | Notas                                                                        |
| --- | ---------------------------------------------------------- | ---------------------------------------------------------------------- | ------- | ---------------- | ---------------------------------------------------------------------------- |
|     |                                                            |                                                                        |         |                  |                                                                              |
| 1   | Variações sobre um tema popular português                  | Piano                                                                  | 1927    | 6 min            |                                                                              |
| 2   | Prelúdio, canção e dança                                   | Piano                                                                  | 1927    | 7 min            |                                                                              |
| 3   | Poemeto                                                    | Orquestra de arcos                                                     | 1928    | -                | destruído pelo autor                                                         |
| 4   | Primeira Anteriana                                         | Canto e piano                                                          | 1928    | 5 min            | texto de Antero de Quental                                                   |
| 5   | Prelúdio, pastoral e dança                                 | Orquestra sinfónica                                                    | 1929    | -                | suite coreográfica                                                           |
| 6   | Prelúdio, cena e dança                                     | Piano                                                                  | 1929    | 9 min            |                                                                              |
| 7   | Poemas em prosa                                            | Canto e piano                                                          | 1929    | 5 min            | texto de Rabindranath Tagore                                                 |
| 8   | Três epitáfios                                             | Piano                                                                  | 1930    | 7 min            |                                                                              |
| 9   | Estudo "Humoresca"                                         | Flauta / oboé / clarinete / quarteto de cordas                         | 1930    | -                | destruído pelo autor                                                         |
| 10  | Sonatina Nº 1                                              | Violino e piano                                                        | 1931    | 9 min            |                                                                              |
| 11  | Sonatina Nº 2                                              | Violino e piano                                                        | 1931    | 7 min            |                                                                              |
| 12  | Três poemas                                                | Canto e piano                                                          | 1931    | 7 min            | texto de Adolfo Casais Monteiro                                              |
| 13  | Duas Canções de Fernando Pessoa                            | Canto e piano                                                          | 1934-36 | 6 min            | texto de Fernando Pessoa                                                     |
| 14  | Sonata Nº 1                                                | Piano                                                                  | 1934    | 10 min           |                                                                              |
| 15  | Três canções ao gosto popular                              | Canto e piano                                                          | 1934    | 8 min            | texto de António Botto                                                       |
| 16  | Seis canções sobre quadras populares portuguesas           | Canto e piano                                                          | 1934    | 7 min            | texto popular                                                                |
| 17  | Ícaro                                                      | Canto e piano                                                          | 1935    | 3 min            | texto de José Régio                                                          |
| 18  | Marcha quase fúnebre                                       | Canto e piano                                                          | 1935    | 3 min            | texto de Carlos Queiroz (poeta)                                              |
| 19  | Pastoral                                                   | Canto e piano                                                          | 1935    | 2 min            | texto de Afonso Duarte                                                       |
| 20  | As três canções de Olívia                                  | Canto e piano                                                          | 1935    | 4 min            | texto de Adriano Vera Jardim                                                 |
| 21  | O menino de sua mãe                                        | Canto e piano                                                          | 1936    | 5 min            | texto de Fernando Pessoa                                                     |
| 22  | Pequeno Cancioneiro do Menino Jesus                        | Vozes femininas / conjunto instrumental de câmara                      | 1934-36 | 13 min           | texto popular recolhido por Afonso Duarte                                    |
| 23  | Trio para oboé clarinete e fagote                          | Oboé / clarinete / fagote                                              | 1937-38 | 22 min           |                                                                              |
| 24  | Nove danças breves                                         | Piano                                                                  | 1938-48 | 20 min           |                                                                              |
| 25  | Oito bagatelas                                             | Piano                                                                  | 1938-50 | 16 min           |                                                                              |
| 26  | Quarteto para violino, violeta, violoncelo e piano         | Violino / violeta / violoncelo / piano                                 | 1938-63 | 22 min           |                                                                              |
| 27  | Três sonetos de Camões                                     | Canto e piano                                                          | 1939    | 9 min            | texto de Luís de Camões                                                      |
| 28  | Sonata Nº 2                                                | Piano                                                                  | 1939    | 20 min           |                                                                              |
| 29  | Canções populares portuguesas (Série I)                    | Canto e piano                                                          | 1939-42 | -                | texto popular                                                                |
| 30  | A febre do tempo                                           | Orquestra                                                              | 1940    | -                |                                                                              |
| 31  | Concerto Nº 1, para piano e orquestra                      | Piano e orquestra                                                      | 1940    | 31 min           |                                                                              |
| 32  | Três danças portuguesas                                    | Orquestra                                                              | 1941    | 6 min            |                                                                              |
| 33  | Prelúdio, capricho e galope                                | Violino e piano                                                        | 1941    | 7 min            |                                                                              |
| 34  | Concerto Nº 2, para piano e orquestra                      | Piano e orquestra                                                      | 1942    | 27 min           |                                                                              |
| 35  | Três sonetilhos                                            | Canto e piano                                                          | 1942    | 7 min            | texto de José Gomes Ferreira                                                 |
| 36  | História Trágico-Marítima                                  | Canto e orquestra                                                      | 1942    | 37 min           | texto de Miguel Torga                                                        |
| 37  | Canções populares portuguesas (Série II)                   | Canto e piano                                                          | 1942    | -                | texto popular                                                                |
| 38  | Sinfonia per orchestra                                     | Orquestra sinfónica                                                    | 1944    | 35 min           |                                                                              |
| 39  | Canções regionais portuguesas                              | Coro a cappella                                                        | 1943-88 | -                | 24 séries de harmonizações de canções populares portuguesas                  |
| 40  | Promessa                                                   | Bailado, orquestra e canto                                             | 1943    | -                | texto de Arquimedes da Silva Santos                                          |
| 41  | Marchas, danças e canções                                  | Canto e piano                                                          | 1944-45 | -                |                                                                              |
| 42  | Três cantares                                              | Canto e piano                                                          | 1945    | 5 min            | texto de Carlos de Oliveira                                                  |
| 43  | -                                                          | -                                                                      | -       | -                | -                                                                            |
| 44  | Canções heróicas, dramáticas, bucólicas e outras           | Vozes e piano                                                          | 1946-85 | -                | 8 cadernos de canções com texto de vários poetas                             |
| 45  | Três cantos da terra                                       | Coro a cappella                                                        | 1946    | 5 min            | textos de Raúl de Carvalho, José Ferreira Monte e Arquimedes da Silva Santos |
| 46  | Três canções corais                                        | Coro a cappella                                                        | 1946    | 5 min            | textos de José Gomes Ferreira, João José Cochofel e Carlos Oliveira          |
| 47  | Dois romances                                              | Canto e piano                                                          | 1946    | 6 min            | texto de Armindo Rodrigues                                                   |
| 48  | Trovas                                                     | Canto e piano                                                          | 1947    | 25 min           | texto popular                                                                |
| 49  | Canções populares portuguesas (Série III)                  | Canto e piano                                                          | 1947-49 | -                | texto popular                                                                |
| 50  | Six vieuilles chansons françaises                          | Canto e piano                                                          | 1948    | 20 min           | textos tradicionais                                                          |
| 51  | Cinco estelas funerárias                                   | Orquestra sinfónica                                                    | 1938-48 | 12 min           |                                                                              |
| 52  | Six old english songs                                      | Canto e piano                                                          | 1949    | -                | textos tradicionais                                                          |
| 53  | Scherzo heróico                                            | Orquestra                                                              | 1949    | 6 min            |                                                                              |
| 54  | Canções e rodas populares infantis                         | Coro infantil                                                          | 1949    | -                | textos tradicionais                                                          |
| 55  | Nove canções populares portuguesas                         | Voz e orquestra                                                        | 1948-49 | 20 min           | texto tradicional                                                            |
| 56  | Onze encomendações das almas                               | Coro a cappella                                                        | 1950-53 | 21 min           | textos tradicionais                                                          |
| 57  | Glosas                                                     | Piano                                                                  | 1950    | 29 min           |                                                                              |
| 58  | Sept vieuilles chansons grecques                           | Canto e piano                                                          | 1950    | 17 min           | textos tradicionais (em francês)                                             |
| 59  | In memoriam (Manuela Porto)                                | Coro a cappella                                                        | 1950    | -                | texto de João José Cochofel                                                  |
| 60  | Três canções de Fernando Pessoa                            | Canto e piano                                                          | 1947-50 | 15 min           | texto de Fernando Pessoa                                                     |
| 61  | Primeira cantata do Natal                                  | Coro a cappella                                                        | 1945-50 | 41 min           | textos tradicionais                                                          |
| 62  | Canção de embalo                                           | Canto e piano                                                          | 1950    | 3 min            | texto de António de Sousa                                                    |
| 63  | Duas canções de Teixeira de Pascoaes                       | Canto e piano                                                          | 1950-51 | 4 min            | texto de Teixeira de Pascoaes                                                |
| 64  | Suite rústica Nº 1                                         | Orquestra sinfónica                                                    | 1950-51 | 13 min           |                                                                              |
| 65  | Duas canções do "Finis Patriae"                            | Canto e piano                                                          | 1950-51 | -                | texto de Guerra Junqueiro                                                    |
| 66  | Neuf chansons populaires russes                            | Canto e piano                                                          | 1950-51 | 22 min           | textos tradicionais                                                          |
| 67  | Dix chansons populaires tchèques et slovaques              | Canto e piano                                                          | 1951    | 23 min           | textos tradicionais (em francês)                                             |
| 68  | Dois cantos de exaltação                                   | Coro a cappella                                                        | 1951-52 | -                | texto de João de Barros                                                      |
| 69  | Para as raparigas de Coimbra                               | Coro a cappella                                                        | 1951    | 4 min            | texto de António Nobre                                                       |
| 70  | Dois sonetos de António Nobre                              | Canto e piano                                                          | 1951    | 6 min            | texto de António Nobre                                                       |
| 71  | Inscrição para o túmulo de uma donzela                     | Canto e piano                                                          | 1951    | 4 min            | texto de Eugénio de Castro                                                   |
| 72  | Sonata Nº 3                                                | Piano                                                                  | 1952    | 20 min           |                                                                              |
| 73  | Canções populares portuguesas (Série IV)                   | Canto e piano                                                          | 1951-59 | -                | textos tradicionais                                                          |
| 74  | Duas trovas tristes e duas alegres                         | Coro a cappella                                                        | 1952    | -                | textos tradicionais                                                          |
| 75  | Seven negro-american folksongs                             | Canto e piano                                                          | 1952    | 15 min           | textos tradicionais                                                          |
| 76  | Quatro redondilhas de Camões                               | Coro feminino a cappella                                               | 1951-53 | 9 min            | textos de Luís Vaz de Camões                                                 |
| 77  | Viagens na minha terra                                     | Piano                                                                  | 1953-54 | 24 min           |                                                                              |
| 78  | Balada duma heroína                                        | Coro a cappella                                                        | 1953    | 4 min            | texto de José Gomes Ferreira                                                 |
| 79  | Primavera                                                  | Canto e piano                                                          | 1953    | 5 min            | texto de Afonso Duarte                                                       |
| 80  | Elegia (à memória de D. Herculana de Carvalho)             | Piano                                                                  | 1953    | 15 min           |                                                                              |
| 81  | Três canções populares portuguesas                         | Violoncelo e piano                                                     | 1953    | 6 min            |                                                                              |
| 82  | Três velhos fandangos portugueses                          | Piano                                                                  | 1953    | 7 min            |                                                                              |
| 83  | Terra e céu                                                | Canto e piano                                                          | 1953    | 2 min            | texto de Carlos de Oliveira                                                  |
| 84  | Epitalâmio                                                 | Piano                                                                  | 1953    | 9 min            |                                                                              |
| 85  | Canções e rondas infantis                                  | Voz e piano                                                            | 1953    | 27 min           | textos tradicionais                                                          |
| 86  | Cuatro canciones de Federico García Lorca                  | Barítono e conjunto instrumental de câmara                             | 1953-54 | 14 min           | textos de Federico García Lorca                                              |
| 87  | Dez canções populares húngaras                             | Canto e piano                                                          | 1954    | 16 min           | textos tradicionais                                                          |
| 88  | Marcha festiva                                             | Orquestra                                                              | 1954    | 8 min            |                                                                              |
| 89  | Sete canções populares brasileiras                         | Canto e piano                                                          | 1954    | 10 min           | textos tradicionais                                                          |
| 90  | Sete canções castelhano-portuguesas de Rio de Onor         | Canto e piano                                                          | 1954    | 14 min           | textos tradicionais                                                          |
| 91  | Concertino para piano, cordas, metais e percussão          | Piano e orquestra                                                      | 1954    | 15 min           |                                                                              |
| 92  | Natais portugueses (1º caderno)                            | Piano                                                                  | 1954    | 16 min           |                                                                              |
| 93  | Vinte e quatro prelúdios                                   | Piano                                                                  | 1950-55 | 54 min           |                                                                              |
| 94  | Balada de Coimbra                                          | Canto e piano                                                          | 1955    | 6 min            | texto de José Régio                                                          |
| 95  | Página esquecida                                           | Violoncelo e piano                                                     | 1955    | 6 min            |                                                                              |
| 96  | Três líricas castelhanas de Camões                         | Coro a cappella                                                        | 1955    | 9 min            | textos de Luís Vaz de Camões                                                 |
| 97  | Quatro cantos do Natal                                     | Canto e piano                                                          | 1955    | 9 min            | textos tradicionais                                                          |
| 98  | Cinco velhos romances portugueses                          | Orquestra de câmara                                                    | 1951-56 | 12 min           |                                                                              |
| 99  | Cinco embalos                                              | Piano                                                                  | 1955-73 | -                |                                                                              |
| 100 | Três esconjuros                                            | Coro a cappella                                                        | 1956    | 4 min            | textos tradicionais                                                          |
| 101 | Jubilate Deo (Salmo 99)                                    | Coro a cappella                                                        | 1956    | 3 min            | texto sacro                                                                  |
| 102 | Melodias rústicas portuguesas (1º caderno)                 | Piano                                                                  | 1956    | 16 min           |                                                                              |
| 103 | Dos romances viejos                                        | Coro a cappella                                                        | 1956    | 5 min            | textos tradicionais (em castelhano)                                          |
| 104 | Em louvor do Sol                                           | Coro a cappella                                                        | 1956    | 5 min            | texto de Afonso Duarte                                                       |
| 105 | Cinco nocturnos                                            | Piano                                                                  | 1957-59 | 12 min           |                                                                              |
| 106 | Dois coros                                                 | Coro feminino a cappella                                               | 1957    | 6 min            | textos de Gomes Leal e Eugénio de Andrade                                    |
| 107 | Divertimento                                               | Orquestra de câmara                                                    | 1957    | 19 min           |                                                                              |
| 108 | Melodias rústicas portuguesas (2º caderno)                 | Piano                                                                  | 1956-57 | 22 min           |                                                                              |
| 109 | Desafio                                                    | Canto e piano                                                          | 1957    | 2 min            | texto de Manuel Bandeira                                                     |
| 110 | Barca bela                                                 | Canto e piano                                                          | 1957    | 3 min            | texto de Almeida Garrett                                                     |
| 111 | Cantos do Natal                                            | Vozes femininas e conjunto instrumental de câmara                      | 1958    | 15 min           | textos tradicionais e de Gil Vicente                                         |
| 112 | Aquela triste e leda madrugada                             | Canto e piano                                                          | 1959    | 2 min            | texto de Luís Vaz de Camões                                                  |
| 113 | Dos cantos religiosos tradicionales de Galicia             | Coro feminino a cappella                                               | 1958    | 3 min            | textos tradicionais                                                          |
| 114 | Rondes et complaintes des provinces de France              | Coro a cappella                                                        | 1958-59 | -                | textos tradicionais franceses                                                |
| 115 | As cançõezinhas da Tila                                    | Vozes infantis e piano                                                 | 1958-59 | 24 min           | textos de Matilde Rosa Araújo                                                |
| 116 | Cantiga                                                    | Canto e piano                                                          | 1957    | -                | texto de Afonso Duarte                                                       |
| 117 | As mãos e os frutos                                        | Canto e piano                                                          | 1959    | 22 min           | textos de Eugénio de Andrade                                                 |
| 118 | Trois pièces                                               | Violino e piano                                                        | 1959    | 6 min            |                                                                              |
| 119 | Duas canções                                               | Canto e piano                                                          | 1959    | 3 min            | textos de Mário Cesariny                                                     |
| 120 | Divindade da terra                                         | Canto e piano                                                          | 1959    | 3 min            | textos de Afonso Duarte                                                      |
| 121 | A Menina do Mar                                            | Orquestra de câmara com narração                                       | 1959    | 36 min           | textos de Sophia de Mello Breyner Andresen                                   |
| 122 | Duas cantigas de embalar                                   | Canto e piano                                                          | 1959    | 3 min            | texto popular e de António Botto                                             |
| 123 | As predições de Adamastor realizadas contra os portugueses | Canto e piano                                                          | 1959    | 2 min            | texto de Manuel Maria Barbosa du Bocage                                      |
| 124 | Pequeno tríptico                                           | Violino e piano                                                        | 1960    | 6 min            |                                                                              |
| 125 | Duas sonatinas recuperadas                                 | Piano                                                                  | 1940-60 | 17 min           |                                                                              |
| 126 | In memoriam Béla Bartók                                    | Piano                                                                  | 1960-75 | 96 min           |                                                                              |
| 127 | Quatro líricas castelhanas                                 | Canto e piano                                                          | 1960    | 4 min            | texto de Gil Vicente                                                         |
| 128 | Lá vem o touro vermelho                                    | Canto e piano                                                          | 1960    | 1 min            | texto de Carlos Maria de Araújo                                              |
| 129 | Tomámos a vila depois de um intenso bombardeamento         | Canto e piano                                                          | 1960    | 2 min            | texto de Fernando Pessoa                                                     |
| 130 | O Sol é grande                                             | Canto e piano                                                          | 1960    | 5 min            | texto de Francisco Sá de Miranda                                             |
| 131 | Nove cantigas de amigo                                     | Canto e piano                                                          | 1960    | 19 min           |                                                                              |
| 132 | Cantigas do Terreiro                                       | Canto e piano                                                          | 1960    | 13 min           | textos de Vitorino Nemésio                                                   |
| 133 | Por que vossa beleza a si se vença                         | Canto e piano                                                          | 1960    | 3 min            | texo de Luís Vaz de Camões                                                   |
| 134 | Duas canções de Alberto de Lacerda                         | Canto e piano                                                          | 1960    | -                | textos de Alberto de Lacerda                                                 |
| 135 | Segunda cantata do Natal                                   | Coro a cappella                                                        | 1960-61 | 30 min           | textos tradicionais                                                          |
| 136 | Dezassete canções tradicionais brasileiras                 | Coro a cappella                                                        | 1960-61 | 20 min           | textos tradicionais                                                          |
| 137 | Prelúdio e fuga                                            | Violino                                                                | 1961    | 6 min            |                                                                              |
| 138 | Duas canções de Cabral do Nascimento                       | Canto e piano                                                          | 1960-61 | -                | textos de Cabral do Nascimento                                               |
| 139 | Trovas de Coimbra                                          | Coro a cappella                                                        | 1961    | -                | texto de António de Sousa                                                    |
| 140 | Canto de amor e de morte                                   | Quarteto de arcos e piano                                              | 1961    | 17 min           |                                                                              |
| 141 | Sonata Nº 4                                                | Piano                                                                  | 1961    | 18 min           |                                                                              |
| 142 | Poema de Dezembro                                          | Orquestra sinfónica                                                    | 1961    | 10 min           |                                                                              |
| 143 | Guirlanda para Federico García Lorca                       | Canto e piano                                                          | 1961    | 18 min           | textos de Federico García Lorca                                              |
| 144 | O túmulo de Manuel de Falla                                | Coro a cappella                                                        | 1961    | -                | obra inacabada; textos tradicionais                                          |
| 145 | Sol algures lá fora                                        | Coro a cappella                                                        | 1961    | -                | texto de João José Cochofel                                                  |
| 146 | Quatro improvisos                                          | Piano                                                                  | 1961    | 8 min            |                                                                              |
| 147 | Para uma criança que vai nascer                            | Orquestra de arcos                                                     | 1961    | 12 min           |                                                                              |
| 148 | Quatro invenções                                           | Violoncelo                                                             | 1961    | 12 min           |                                                                              |
| 149 | Mar de Setembro                                            | Canto e piano                                                          | 1961-75 | 19 min           | textos de Eugénio de Andrade                                                 |
| 150 | Concertino para violeta e orquestra                        | Violeta e orquestra                                                    | 1962    | 13 min           |                                                                              |
| 151 | Canto de amor e de morte                                   | Orquestra                                                              | 1962    | 17 min           | versão orquestral do Op. 140                                                 |
| 152 | Fragmento de uma carta                                     | Canto e piano                                                          | 1962    | 3 min            | texto de Luís Vaz de Camões                                                  |
| 153 | Músicas festivas                                           | Piano                                                                  | 1962-94 | 93 min           |                                                                              |
| 154 | Três líricas espirituais de Gil Vicente                    | Quarteto vocal masculino                                               | 1953-63 | 5 min            | textos de Gil Vicente                                                        |
| 155 | Álbum do jovem pianista                                    | Piano                                                                  | 1953-63 | 31 min           |                                                                              |
| 156 | Gabriela, cravo e canela                                   | Orquestra sinfónica                                                    | 1960-63 | 7 min            |                                                                              |
| 157 | Aquela por quem padeço                                     | Canto e piano                                                          | 1963    | 7 min            | textos de Américo Durão                                                      |
| 158 | Cosmorama                                                  | Piano                                                                  | 1963    | 42 min           |                                                                              |
| 159 | Imortalidade                                               | Canto e piano                                                          | 1963    | 2 min            | texto de José Régio                                                          |
| 160 | Quarteto de arcos Nº 1                                     | Quarteto de cordas                                                     | 1964    | 26 min           |                                                                              |
| 161 | Nove cantigas de amigo                                     | Voz e conjunto instrumental de câmara                                  | 1964    | 17 min           |                                                                              |
| 162 | Quatre sonnets de Ronsard (Sur sa fin)                     | Canto e piano                                                          | 1964    | 13 min           | textos de Pierre de Ronsard                                                  |
| 163 | Sete fragmentos de velhos romances portugueses             | Voz e conjunto instrumental de câmara                                  | 1949-65 | 21 min           | textos tradicionais                                                          |
| 164 | Adagio ed alla danza                                       | Violoncelo e piano                                                     | 1965    | 6 min            |                                                                              |
| 165 | Quatro bosquejos                                           | Orquestra de arcos                                                     | 1965    | 19 min           |                                                                              |
| 166 | Suite rústica Nº 2                                         | Quarteto de cordas                                                     | 1965    | 10 min           |                                                                              |
| 167 | Concerto da camera col violoncello obbligato               | Violoncelo e orquestra de câmara                                       | 1965-66 | 20 min           |                                                                              |
| 168 | Cinco canções de "Os Dias Íntimos"                         | Canto e piano                                                          | 1950-66 | 11 min           | textos de João José Cochofel                                                 |
| 169 | Três sonetos à noite                                       | Quarteto vocal masculino                                               | 1961-66 | 5 min            | textos de Manuel Maria Barbosa du Bocage                                     |
| 170 | Catorze anotações                                          | Quarteto de cordas                                                     | 1966    | 9 min            |                                                                              |
| 171 | Sete lembranças para Vieira da Silva                       | Quinteto de sopros                                                     | 1966    | 10 min           |                                                                              |
| 172 | Intróito aos "Pobres"                                      | Declamação e piano                                                     | 1967    | 5 min            | texto de Raul Brandão                                                        |
| 173 | Natais portugueses (2º caderno)                            | Piano                                                                  | 1967    | -                |                                                                              |
| 174 | Díptico das virgens afogadas                               | Canto e piano                                                          | 1951-67 | 7 min            | textos de António Nobre                                                      |
| 175 | Prelúdio e baileto                                         | Guitarra                                                               | 1968    | 5 min            |                                                                              |
| 176 | Paris 1937                                                 | Dois pianos                                                            | 1937-68 | 9 min            |                                                                              |
| 177 | D. Duardos e Flérida                                       | Recitante, vozes solistas, coros e orquestra                           | 1968    | 73 min           | Cantata - melodrama em duas partes; texto de Gil Vicente                     |
| 178 | Sete líricas de Fernando Pessoa                            | Trio vocal (mezzo, tenor e baixo) e piano ad libitum                   | 1965-69 | -                | texto de Fernando Pessoa                                                     |
| 179 | Quatro cantos de Sophia                                    | Canto e piano                                                          | 1968-69 | 11 min           | textos de Sophia de Mello Breyner Andresen                                   |
| 180 | Segunda Anteriana                                          | Canto e piano                                                          | 1968-69 | -                | textos de Antero de Quental                                                  |
| 181 | Cantos sefardins                                           | Canto e piano                                                          | 1969    | -                | textos tradicionais                                                          |
| 182 | Duas canções                                               | Canto e piano                                                          | 1969    | 6 min            | textos de Guilherme de Carvalho                                              |
| 183 | Viagens na minha terra                                     | Orquestra sinfónica                                                    | 1969-70 | 30 min           | versão orquestral do Op. 77                                                  |
| 184 | O túmulo de Villa-Lobos                                    | Quinteto de sopro                                                      | 1970    | 21 min           |                                                                              |
| 185 | Quatro peças                                               | Cravo                                                                  | 1971    | 10 min           |                                                                              |
| 186 | Partita                                                    | Guitarra                                                               | 1970-71 | 18 min           |                                                                              |
| 187 | Tre capricetti                                             | Flauta e guitarra                                                      | 1971    | 8 min            |                                                                              |
| 188 | Cinco romances                                             | Canto e guitarra                                                       | 1971-79 | -                | textos tradicionais                                                          |
| 189 | Seis cantos sefardins                                      | Canto e Orquestra                                                      | 1971    | 15 min           | versão orquestral de 6 peças do Op. 181; textos tradicionais                 |
| 190 | Avisamento                                                 | Coro a cappella                                                        | 1972    | 4 min            | texto de Luís Vaz de Camões                                                  |
| 191 | Concordiae fratrum iucunditas                              | Coro a cappella                                                        | 1972    | 3 min            | texto sacro (Salmo 132)                                                      |
| 192 | Três inflorescências de velhos apontamentos                | Violoncelo                                                             | 1973    | 12 min           |                                                                              |
| 193 | Prelúdio, cena e dança                                     | Dois pianos                                                            | 1973    | -                | versão para dois pianos do Op. 6                                             |
| 194 | Sonatina                                                   | Guitarra                                                               | 1974    | 7 min            |                                                                              |
| 195 | Fantasia (sobre um canto religioso da Beira Baixa)         | Piano e orquestra                                                      | 1974-75 | 13 min           |                                                                              |
| 196 | Recordação de Catarina                                     | Coro a cappella                                                        | 1975    | 6 min            | textos de José Ferreira Monte                                                |
| 197 | Clepsidra                                                  | Canto e piano                                                          | 1967-76 | 25 min           | texto de Camilo Pessanha                                                     |
| 198 | Música de piano para as crianças                           | Piano                                                                  | 1968-76 | 26 min           |                                                                              |
| 199 | Deux airs                                                  | Flauta                                                                 | 1976    | 6 min            |                                                                              |
| 200 | Duas canções                                               | Canto e guitarra                                                       | 1976    | 8 min            | textos de Bernardim Ribeiro                                                  |
| 201 | Dois coros do Cântico dos Cânticos de Salomão              | Coro a cappella                                                        | 1976    | 3 min            | texto sacro                                                                  |
| 202 | A Menina do Mar                                            | Orquestra de câmara                                                    | 1977    | 12 min           | adaptação do Op. 121 para suite instrumental                                 |
| 203 | Suite rústica Nº 3                                         | Banda filarmónica                                                      | 1977    | 19 min           |                                                                              |
| 204 | Sonata Nº 5                                                | Piano                                                                  | 1977    | 18 min           |                                                                              |
| 205 | Dois movimentos                                            | Flauta                                                                 | 1977    | 5 min            |                                                                              |
| 206 | Mornas caboverdianas                                       | Piano                                                                  | 1947-78 | 14 min           |                                                                              |
| 207 | Quatro peças em forma de suite                             | Violeta e piano                                                        | 1978    | 10 min           |                                                                              |
| 208 | Presente de Natal para as crianças                         | Vozes e piano                                                          | 1978    | 13 min           | textos tradicionais                                                          |
| 209 | Canções de marinheiros                                     | Coro masculino                                                         | 1978    | 9 min            | textos tradicionais                                                          |
| 210 | Requiem (pelas vítimas do fascismo em Portugal)            | Vozes solistas, coro e orquestra                                       | 1976-79 | 47 min           | texto sacro                                                                  |
| 211 | Melodias rústicas portuguesas (3º caderno)                 | Piano a quatro mãos                                                    | 1979    | 18 min           |                                                                              |
| 212 | Ao fio dos anos e das horas                                | Piano                                                                  | 1979    | 30 min           |                                                                              |
| 213 | Melodias rústicas portuguesas (4º caderno)                 | Flauta e guitarra                                                      | 1979    | 10 min           |                                                                              |
| 214 | Quatro peças                                               | Guitarra                                                               | 1979    | 12 min           |                                                                              |
| 215 | Seis sonetos de Camões                                     | Canto e piano                                                          | 194?-79 | 15 min           | textos de Luís Vaz de Camões                                                 |
| 216 | Três heróicas                                              | Coro a cappella                                                        | 1969-79 | -                | texto de José Gomes Ferreira                                                 |
| 217 | Sete predicações d'Os Lusíadas                             | Tenor, barítono, coro masculino e 12 instrumentos de sopro             | 1980    | 25 min           | textos de Luís Vaz de Camões                                                 |
| 218 | Quatro miniaturas                                          | Violino e piano                                                        | 1980    | 6 min            |                                                                              |
| 219 | Três cantigas de Gil Vicente                               | Canto, pandeireta, prato e tambor                                      | 1980    | -                | textos de Gil Vicente                                                        |
| 220 | Sinfonieta (Homenagem a Haydn)                             | Orquestra de câmara                                                    | 1980    | 20 min           |                                                                              |
| 221 | Sonata Nº 6                                                | Piano                                                                  | 1980-81 | 24 min           |                                                                              |
| 222 | Três pequenos duos                                         | Flauta e guitarra                                                      | 1980    | -                |                                                                              |
| 223 | Sete apotegmas                                             | Piano                                                                  | 1981    | 9 min            |                                                                              |
| 224 | ...meu país de marinheiros                                 | Recitador, 4 vozes femininas, 4 vozes masculinas, flauta e 2 guitarras | 1981    | 12 min           | texto de António Nobre                                                       |
| 225 | Músicas fúnebres                                           | Piano                                                                  | 1981-91 | -                |                                                                              |
| 226 | Charneca em flor                                           | Canto e piano                                                          | 1981    | 11 min           | textos de Florbela Espanca                                                   |
| 227 | Quarteto de arcos Nº 2                                     | Quarteto de cordas                                                     | 1982    | 17 min           |                                                                              |
| 228 | Dois improvisos                                            | Piano                                                                  | 1982-83 | 4 min            |                                                                              |
| 229 | Sete breves canções do mar dos Açores                      | Canto e piano                                                          | 1982-83 | -                | textos de Ivo Machado                                                        |
| 230 | Esponsais                                                  | Violino                                                                | 1984    | 7 min            |                                                                              |
| 231 | Dez novos sonetos de Camões                                | Canto e piano                                                          | 1984    | 24 min           | textos de Luís Vaz de Camões                                                 |
| 232 | Andante e allegro                                          | Flauta e piano                                                         | 1984    | 6 min            |                                                                              |
| 233 | Dançares                                                   | Orquestra sinfónica                                                    | 1984    | 30 min           | suite coreográfica em oito quadros                                           |
| 234 | Em louvor da paz                                           | Orquestra sinfónica                                                    | 1986    | 15 min           |                                                                              |
| 235 | Posto me tem fortuna em tal estado                         | Coro a cappella                                                        | 1986    | -                | texto de Luís Vaz de Camões                                                  |
| 236 | Cantiga às serranas                                        | Coro a cappella                                                        | 1986    | 3 min            | texto de Rodrigues Lobo                                                      |
| 237 | Homenagem a Beethoven (Três equale)                        | Quatro contrabaixos                                                    | 1986    | 9 min            |                                                                              |
| 238 | Aquela nuvem e outras                                      | Canto e piano                                                          | 1987    | 20 min           | textos de Eugénio de Andrade                                                 |
| 239 | Nove odes de Ricardo Reis                                  | Canto e piano                                                          | 1987    | 12 min           | textos de Fernando Pessoa                                                    |
| 240 | Cantos de mágoa e desalento                                | Canto e piano                                                          | 1987    | 13 min           | textos de Fernando Pessoa                                                    |
| 241 | Quatro momentos de Álvaro de Campos                        | Canto e piano                                                          | 1987    | -                | textos de Fernando Pessoa                                                    |
| 242 | Adagio doloroso e fantasia                                 | Violino e piano                                                        | 1988    | 12 min           |                                                                              |
| 243 | Cantos exumados                                            | Canto e piano                                                          | 19??-89 | -                |                                                                              |
| 244 | Geórgicas                                                  | Oboé (corne inglês), violeta, contrabaixo e piano                      | 1989    | 15 min           |                                                                              |
| 245 | Canciones de Tierras Altas                                 | Canto e piano                                                          | 1989    | -                | textos de Antonio Machado                                                    |
| 246 | Tríptico de D. João                                        | Canto e piano                                                          | 1990    | -                | textos de José Saramago                                                      |
| 247 | Hino ao Sol                                                | Coro, declamador, flauta e violoncelo                                  | 1990    | -                | texto de Gomes Leal                                                          |
| 248 | Tocata, andante e fugato                                   | Piano                                                                  | 1991    | 10 min           |                                                                              |
| 249 | De Conímbriga                                              | Coro a cappella                                                        | 1991    | -                | texto de António de Cabedo                                                   |
| 250 | Tomar                                                      | Coro a cappella                                                        | 1991    | 6 min            | textos de Fernando Ferreira                                                  |
| 251 | Jardim perdido                                             | Coro a cappella                                                        | 1992    | 3 min            | texto de Sophia de Mello Breyner Andresen                                    |

## Lista de obras sem número de opus
| Título                                  | Instrumentação               | Data    | Duração (aprox.) | Notas                                                   |
| --------------------------------------- | ---------------------------- | ------- | ---------------- | ------------------------------------------------------- |
|                                         |                              |         |                  |                                                         |
| La fièvre du temps                      | 2 pianos                     | 1938    | -                | texto de Jean Jachek Vinot; inutilizada pelo compositor |
| Odes rubras                             | Canto e piano                | 1945    | -                | texto de Arquimedes da Silva Santos                     |
| Canções populares portuguesas           | Soprano ou tenor e orquestra | 1945-47 | -                | texto popular; inutilizada pelo compositor              |
| Prelúdio e dança burlesca               | 2 pianos                     | 1959    | -                |                                                         |
| Canções populares portuguesas (Série V) | Canto e piano                | 1959-82 | -                | textos populares                                        |
| Duas canções de Fernando Pessoa         | Barítono e orquestra         | 1960    | 7 min            | texto de Fernando Pessoa; inutilizada pelo compositor   |
| Canto de amor e de morte                | Piano                        | 1961    | -                |                                                         |
| Três cantos dos Reis                    | Coro infantil                | 1971    | -                | textos populares                                        |
| Danse de la stupeur                     | Orquestra de câmara          | -       | -                |                                                         |
| Marche                                  | Piano                        | -       | -                |                                                         |
| Trovas                                  | Canto e ensemble de câmara   | -       | -                |                                                         |
| Cantiga                                 | Barítono e guitarra          | -       | -                | texto de Aquilino Ribeiro                               |